# Тичићи
Тичићи су насељено мјесто у Босни и Херцеговини у општини Какањ које административно припада Федерацији Босне и Херцеговине. Према попису становништва из 1991. у насељу је живјело 940 становника.

## Историја
До 1992 године су постојали Доњи Тичићи и Горњи Тичићи,у Доњим Тичићима је живјело српко становништво.Након избијања рата Срби из Доњих Тичића су протјерани од стране муслимана те је село девастирано у подпуности. Гробље гдје су се сахрањивали Кркељаси, Петровићи и Станишићи је такође девастирано, надгробне плоче и крстови су полупали и сломљени.

## Становништво
| Националност       | 1991.        | 1981.        | 1971.        |
| Муслимани          | 578 (61,48%) | 376 (48,64%) | 344 (45,14%) |
| Срби               | 342 (36,38%) | 359 (46,44%) | 402 (52,75%) |
| Хрвати             | 1 (0,10%)    | 1 (0,12%)    | 6 (0,78%)    |
| Југословени        | 11 (1,17%)   | 6 (0,77%)    | 0            |
| остали и непознато | 8 (0,85%)    | 31 (4,01%)   | 10 (1,31%)   |
| Укупно             | 940          | 773          | 762          |